# John O’Callaghan (muzyk)
John O’Callaghan (ur. 24 września 1981 w Navan) – irlandzki DJ i producent muzyczny. Znany również pod aliasami Joint Operations Centre, Mannix czy Stenna.

## Życiorys

### Młodzieńcze lata
W młodości O’Callaghan nie przejawiał zainteresowań muzyką elektroniczną. Wychowywał się na muzyce rockowej czy hip-hopie, którą nieraz słychać w jego dziełach. Gdy miał 18 lat - odkrył muzykę taneczną, która stała się jego nową miłością. W połączeniu z zainteresowaniem komputerami i technologią dało pierwszy kontakt z muzyką elektroniczną, która nakierowana została w gatunek trance.

### Kariera
Początki kariery można doszukiwać się w promowaniu swojej twórczości na falach irlandzkiej rozgłośni radiowej 2FM czy strony muzyczne, na których promował swoją twórczość. Jego wysokoenergetyczny styl, wyrazistość i precyzja w miksowaniu pozwoliły O’Callaghanowi się wybić z tłumu i piąć w hierarchii twórców. Podczas swojej kariery współpracował z ikonami muzyki trance, od Paula van Dyka, Tiësto po Armina van Buurena remiksując ich znane utwory. W 2007 roku wydaje pierwszy album nazwany Something to Live For. Rok później dołącza do wytwórni Armina van Buurena, Armady. W niej wydaje drugi album - Never Fade Away. Na nim znalazły się utwory definiujące jego twórczość takie jak Find Yourself, Never Fade Away czy Big Sky; Ostatni utwór zapisał się w historii gatunku. W międzyczasie zakłada swój label, Subculture. Nazwa jest nieprzypadkowa, bowiem pochodzi ona z jego autorskiej audycji, którą wcześniej tak samo nazwał. W 2011 roku wydaje swój trzeci album, Unfold, który po roku doczekał się zremiksowanych utworów. Jego utwory doczekują się remiksów od artystów światowej sławy takich jak Cosmic Gate, Gareth Emery czy Armina van Buurena.
W 2015 roku założył z Bryanem Kearneyem projekt KEY4050, w którym gra po dziś dzień.

### Sukcesy
Podczas swojej kariery zdobył nagrodę Ireland Dance Music Awards w kategorii BEST DJ i jako najlepszy producent. W latach 2008–2014 znajdował się w rankingu DJ Mag TOP 100. W roku 2009 dzięki głosom słuchaczy osiągnął 24. miejsce, które okazało się być najwyższym. W 2008 roku skomponował składankę dla BBC Radio 1, która została wyemitowana w ramach audycji Essential Mix. Był on jednym z czterech DJ-ów z gatunku trance, którzy zostali zaproszeni do programu.

## Dyskografia

### Albumy studyjne
| Rok wydania | Tytuł                 | Wydawnictwo        |
| ----------- | --------------------- | ------------------ |
| 2011        | Unfold                | Armada             |
| 2009        | Never Fade Away       | Armada             |
| 2007        | Something to Live For | Supreme Recordings |

### Single
| Rok wydania | Tytuł                                     |
| ----------- | ----------------------------------------- |
| 2019        | Hammers at Dawn                           |
| 2018        | Behind the Silence (z Kate Miles)         |
| 2018        | Symmetric                                 |
| 2018        | Our Destiny (z Stine Grove)               |
| 2018        | John O'Callaghan - Next Stop Muddy Waters |
| 2017        | Two Trees                                 |
| 2017        | The Forging of Steel                      |
| 2017        | Pathological Effect                       |
| 2016        | Plexatron                                 |
| 2016        | Dexathol                                  |
| 2016        | Lies Cost Nothing (z Clare Stagg)         |
| 2016        | Goodnight Irene                           |
| 2015        | Adelphos                                  |
| 2015        | Hunter                                    |
| 2015        | Meridian Bay                              |
| 2015        | Elicit Response                           |
| 2014        | One Special Particle                      |
| 2013        | Adagio for Wings (z Sied van Rielem)      |
| 2013        | Breathe (z Full Tilt i Karen Kelly)       |
| 2013        | Sincerely Jors (z Ronskim Speed)          |
| 2013        | I’ll Follow (z Ria)                       |
| 2012        | Vapourize (z Aly & Fila)                  |
| 2012        | Mess of a Machine (z Kathryn Gallagher)   |
| 2012        | Las Lilas                                 |
| 2011        | The Dream (z Betsie Larkin)               |
| 2011        | The Bailout                               |
| 2011        | Ride the Wave (z Giuseppe Ottavianim)     |
| 2011        | Talk to Me (z Timmym & Tommym)            |
| 2011        | Save This Moment (z Betsie Larkin)        |
| 2011        | Bring Back the Sun (z Audrey Gallagher)   |
| 2010        | Desert Orchid                             |
| 2010        | Botnik                                    |
| 2010        | Rhea (z Neptune Project)                  |
| 2010        | Striker                                   |
| 2009        | Megalithic (z Aly & Fila)                 |
| 2009        | Never Fade Away (z Lo-Fi Sugar)           |
| 2009        | Surreal (z Jaren)                         |
| 2009        | Our Dimension (z Giuseppe Ottavianim)     |
| 2009        | Find Yourself (z Sarah Howells)           |
| 2008        | Shortwave / Bass Thing                    |
| 2007        | Dream On / Acid Rain / Pyramid            |
| 2007        | Big Sky (feat. Audrey Gallagher)          |
| 2005        | Stormy Clouds                             |